# Antolín del Campo
Antolín del Campo est l'une des onze municipalités de l'État de Nueva Esparta au Venezuela, située sur l'île de Margarita. Son chef-lieu est La Plaza de Paraguachí. En 2011, la population s'élève à 28 294 habitants.

## Géographie

### Subdivisions
Selon l'Institut national de statistique et contrairement à la plupart des municipalités du pays, la municipalité d'Antolín del Campo ne comporte aucune paroisse civile.